# ギロ
ギロ（guiro、güiro （スペイン語発音: [ˈɡwiɾo]））は、ヒョウタンの内側をくりぬき外側に刻みを入れて棒でこすったり叩いたりして演奏する打楽器。体鳴楽器に分類される。グイロ、グィロとも書かれる。おもにラテン音楽で使用される民族楽器である。同種の楽器にヘコヘコ（レコレコ、伯: Reco-reco）がある。
刻みはヒョウタンの長手方向に垂直に入れられ、それを何本も並べてぎざぎざにする。ヒョウタンを鉛直にぶら下げ、ぎざぎざの部分に木や金属、象牙や動物の角などの棒をあて、ヒョウタンを上下させることにより、棒でこする。これにより「ギー」（長いとき）、「チャッ」（短いとき）というような音を出すのである。ヒョウタンではなく全体が木製のものは「ウッドギロ」と呼ばれる（奏法は同じ）。
この楽器の基本のリズムはで、ギーーーチャッチャッというように聞こえる。
変わったところでは、ストラヴィンスキーの『春の祭典』でもごく一部に利用されている。
ドイツの現代音楽作曲家ヘルムート・ラッヘンマンは、この楽器の「点の集合が線に聞こえる」音響に興味を持ち、ギロそのものを偏愛しているほか、他の楽器にもギロ的な奏法を求めるなど様々な方法で自作に応用している。
似たような音響を奏でる楽器にラチェットがある。しかしその外見や奏法は全く異なる。

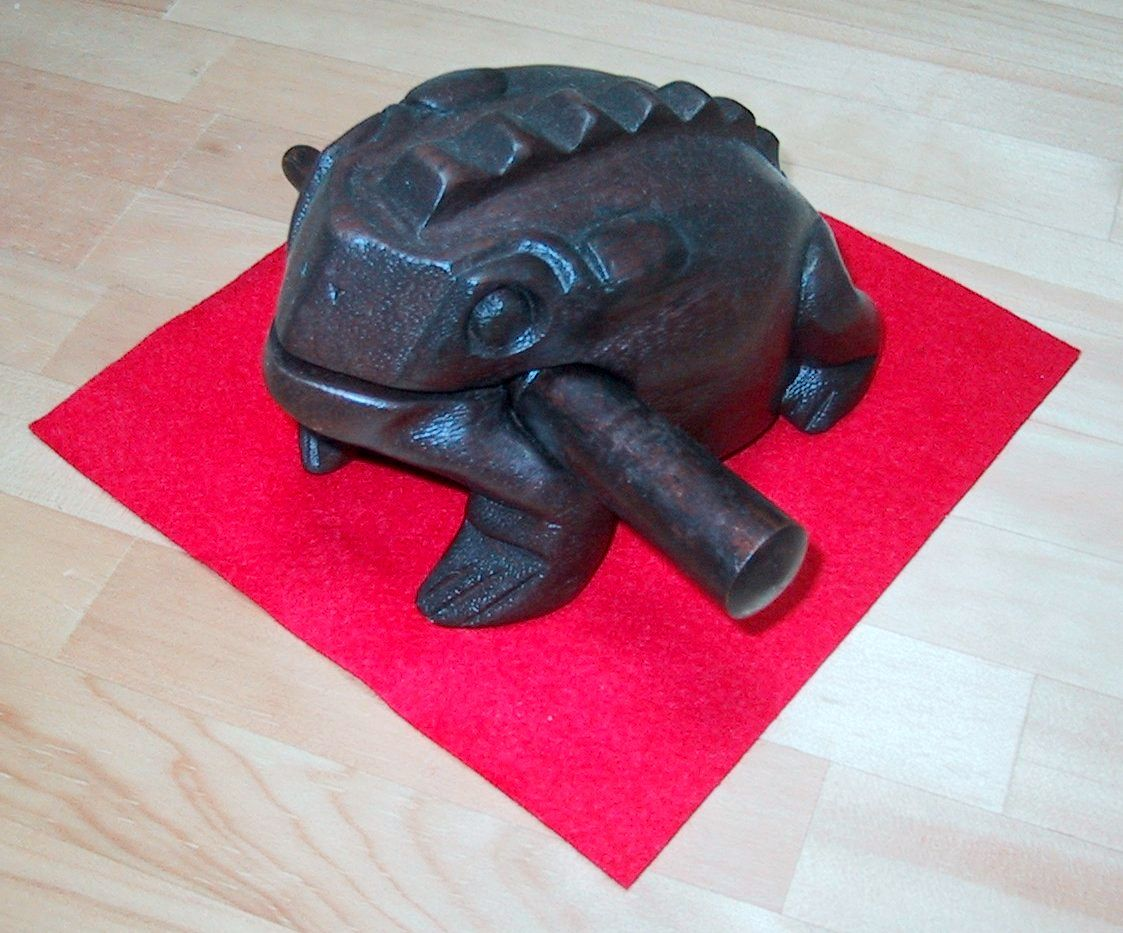
カエルの形を模したギロ（ベトナムではモーコックという名称）
中国には「敔」という名の虎をモチーフにしたものもある

## ギロを使った作品
- 『春の祭典』 - イーゴリ・ストラヴィンスキー ギロが入った経緯は該当項目を参照。
- 『シンフォニア・タプカーラ』- 伊福部昭